# Peauter
Peauter ([pejɑutər]), ook wel piauter (verouderde vorm peuter) en soms aangeduid met het Engelse pewter, is de benaming voor een legering van tin, vaak met lood, die in huishoud- en gebruiksartikelen werd gebruikt. Het wordt doorgaans aangeduid als tin.

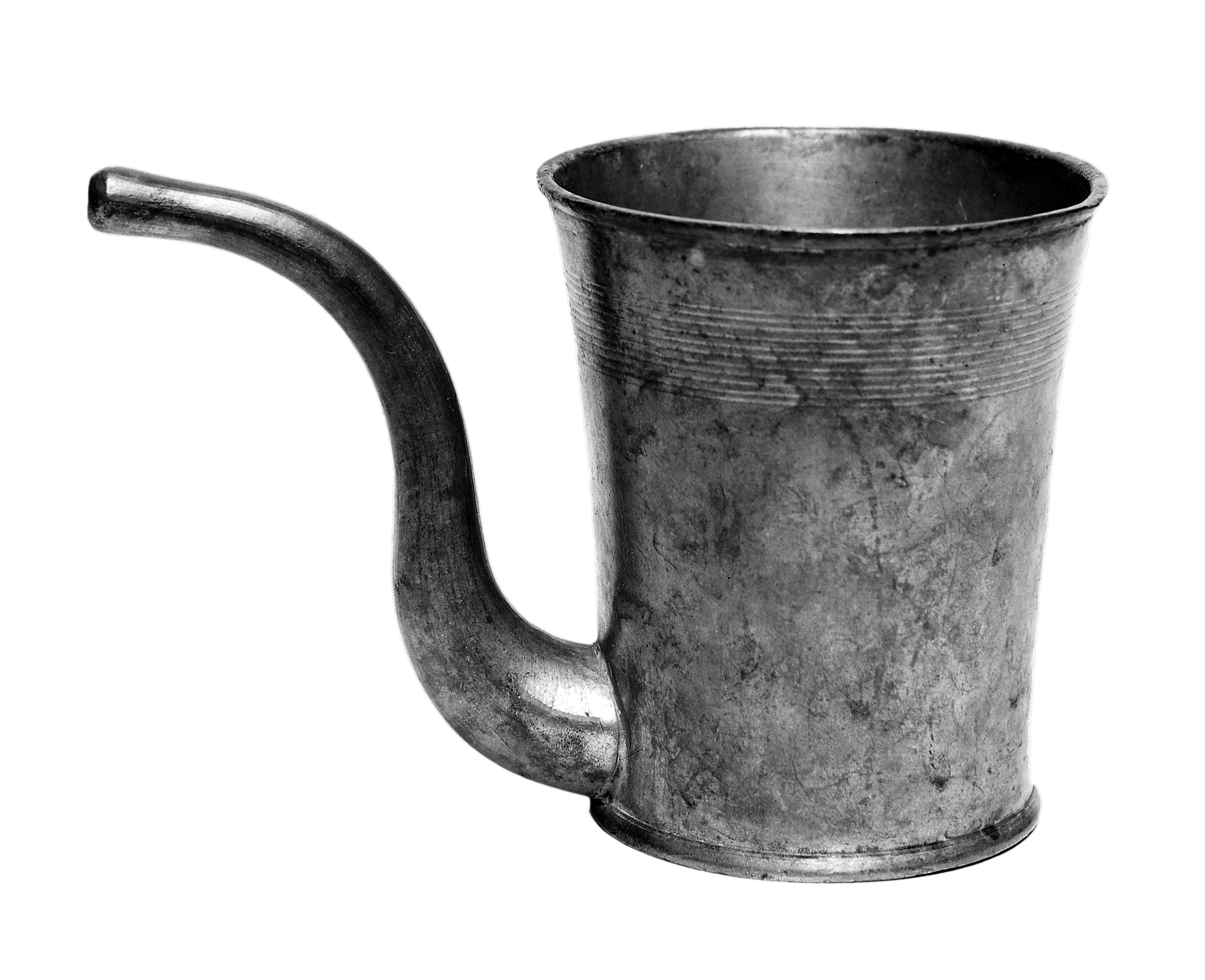
18e-eeuwse peautere voedingsbeker met donkergrijs/zwart patina

Peauter werd reeds in Romeinse tijden gebruikt met een loodpercentage van rond de dertig procent. Door het hoge percentage lood kregen deze peauteren voorwerpen na verloop van tijd een zwart patina. Bijkomend nadeel was dat het lood uitloogde door contact met voedsel met een hoge zuurtegraad. Vanaf de veertiende eeuw verspreidde het gebruik van peauter zich over heel Europa. Het werd voornamelijk gebruikt voor huishoudelijke voorwerpen. Peauter werd minder gebruikt voor decoratieve doeleinden en dan meestal ter vervanging van dure edelmetalen. Dit zorgde voor een kleine handel van vervalsers die waren van peauter trachtten te verkopen als zilver.
De meeste objecten van peauter hadden geen verfraaiing, maar sommige werden beschilderd, geëmailleerd, verguld of met bijvoorbeeld messing ingelegd. De meeste peautere objecten werden gegoten, tegenwoordig worden zij ook wel geperst. Het is een ductiel materiaal, dat eenvoudig te bewerken is. Het hoeft meestal niet getemperd te worden. Hoewel peauter vroeger voornamelijk uit een mengsel van tin en lood bestond, bestaat modern peauter uit andere mengsels. Een mengsel van tin, koper en antimoon is gebruikelijk,  maar mengsels met bismut en zink komen ook voor.